# Eukalyptusduva
Eukalyptusduva (Geophaps scripta) är en fågel i familjen duvor inom ordningen duvfåglar.

## Utseende och läte
Eukalyptusduvan är en rätt stor duva med tydliga svarta och vita teckningar i ansiktet samt en vit strimma som löper upp från buksidan till skuldran. Undersidan av vingen är ljus, till skillnad från den hos fjällig spegelduva som är rödaktig. 

## Utbredning och systematik
Eucalyptusduva förekommer i Australien och delas in i två underarter:
- G. s. peninsulae – nordöstra Queensland (Kap Yorkhalvön till Burdekinfloden)
- G. s. scripta – centrala Queensland och nordligaste New South Wales

Den är mycket mer sällsynt i syd än i norr. 

## Levnadssätt
Eukalyptusduvan hittas i torrare områden. Den ses vanligen på marken, ofta intill en grusväg.

## Status och hot
Arten har ett stort utbredningsområde, men tros minska i antal, dock inte tillräckligt kraftigt för att den ska betraktas som hotad. Internationella naturvårdsunionen IUCN listar arten som livskraftig (LC).